# Medal „Za zasługi bojowe”
Medal „Za zasługi bojowe” (ros. Медаль «За боевые заслуги») – radzieckie odznaczenie wojskowe. Medal „Za zasługi bojowe”, ustanowiony razem z Medalem „Za Odwagę”, był jednym z pierwszych radzieckich medali.
Medal „Za zasługi bojowe” został ustanowiony dekretem z 17 października 1938 roku Prezydium Rady Najwyższej ZSRR, równocześnie zatwierdzono regulamin i opis odznaki medalu. W dniach 19 czerwca 1943 roku i 16 grudnia 1946 roku do opisu odznaki wprowadzono niewielkie poprawki, a 28 marca 1980 roku wprowadzono nową redakcję regulaminu.

## Zasady nadawania
Medalem „Za zasługi bojowe” nagradzani byli żołnierze Armii Czerwonej (od 1946 roku Armii Radzieckiej), Floty Wojennej, wojsk ochrony pogranicza, wojsk wewnętrznych oraz inni obywatele radzieccy. Medalem mogły być nagradzane również inne osoby niebędące obywatelami ZSRR.
Medal „Za zasługi bojowe” ustanowiony został, aby nagradzać za:
- umiejętne, śmiałe i aktywne działania w walce, mające wpływ na wykonanie zadania przez oddział lub pododdział,
- męstwo przy obronie granicy ZSRR,
- bardzo dobre wyniki w szkoleniu bojowym i politycznym, w opanowaniu nowego sprzętu bojowego i utrzymaniu wysokiej gotowości bojowej oddziału i pododdziału oraz za inne zasługi w czasie pełnienia służby wojskowej.

W czerwcu 1944 zdecydowano nagradzać medalem również za wysługę 10 lat nienagannej służby, z czego zrezygnowano w 1958.
Pierwsze nadanie medali nastąpiło 19 października 1938 roku, wręczono wówczas 168 medali. Jako pierwsi otrzymywali medal uczestnicy walk z Japończykami koło jeziora Chasan, a następnie, w 1939 roku, nad rzeką Chalchyn gol. Łącznie do przystąpienia ZSRR do II wojny światowej po stronie aliantów – do czerwca 1941 roku nagrodzono medalem 21 tys. osób. W okresie wojny radziecko-niemieckiej nadano ponad 4 miliony medali. Medalem dekorowano głównie szeregowców i podoficerów, rzadziej młodszych oficerów i osoby cywilne. W okresie powojennym udekorowano tym medalem jeszcze ok. 1 mln osób – m.in. za tłumienie powstania węgierskiego w 1956. Do 1 stycznia 1995 medalem nagrodzono 5 210 078 osób.	

## Opis odznaki
Odznakę Medalu „Za zasługi bojowe” stanowi wykonany ze srebra krążek o średnicy 31 mm lub 32,5 mm, na którego stronie głównej w centrum znajduje się wypukły napis w trzech wierszach "ЗА / БОЕВЫЕ / ЗАСЛУГИ (ros. „Za Zasługi Bojowe”). W górnej części medalu, po obwodzie, umieszczony jest emaliowany na kolor czerwony wklęsły napis "CCCP" (ros. „ZSRR”), a w dolnej części skrzyżowane karabin Mosin z szablą. Odwrotna strona medalu jest gładka i posiada wybity kolejny numer.
Medal noszony jest na metalowej pięciokątnej blaszce obciągniętej wstążką koloru szarego szerokości 24 mm, z dwoma wąskimi złotymi paskami po bokach (szerokości 2 mm). Do 19 czerwca 1943 medal był noszony na niewielkiej, prostokątnej metalowej zawieszce obciągniętej czerwoną wstążką (podobnie jak Złota Gwiazda).
Medal nosi się na lewej stronie piersi, w kolejności po Medalu Uszakowa.